# Liste der Äbte von Dundrennan
Die folgenden Personen waren Äbte des Klosters Dundrennan in Schottland:

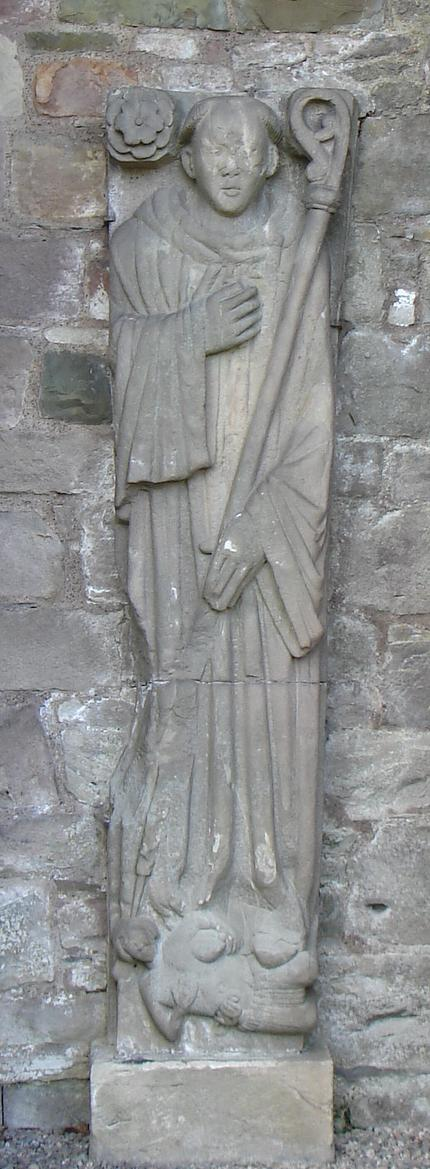
Bildnis eines Abts von Dundrennan aus dem 13. Jahrhundert

- Silvanus, erwähnt 1167 bei seiner Wahl zum Abt von Kloster Rievaulx
- William, 1180
- Nicholas, 1196 × 1200
- Egidius, wohl 13. Jahrhundert, nur von einer Grabplatte bekannt
- Gaufridus, 1209 × 1222
- Robert Matursal, 1223 × 1224
- Jordan, 1236
- Leonius, 1236–1239
- Ricardus, 1239
- Adam I., 1250
- Brian, 1250–1273
- Adam II., 1294
- Walter, 1296
- John, 1305
- William, 1332
- Giles, 1347–1358 × 1381
- Thomas, 1381
- Patrick MacMen, x 1426
- Thomas de Levinstone, 1429
- Patrick Maligussal (Maxwell), 1431
- Thomas de Levinstone (zum zweiten Mal als Bischof von Dukeld), x1440–1454, verstorben vor 1460, auch Abt des Klosters Coupar Angus, zuvor von Newbattle Abbey
- Alexander Brady, 1441
- John Hunter, 1441
- William Lowierii (Lilburn), 1454–1472
- John Fuogo, ca. 1473–1476
- Alexander Pettigrew, x 1474–1479
- John Lockhart, 1476
- Hugh Foulis, 1479
- William Bewister, 1485
- Edward Story (Edward Meldrum), 1488–1515
- Robert Hunter, 1490
- James Hay, 1516–1524 (anschließend Bischof von Ross)
- John Dingwall, 1518
- Adam Symson, 1518
- Edward Bangal, 1519
- John Maxwell, 1524
- Cristofer Boyd, 1526–1527

 Kommendataräbte
- Henry Wemyss, 1529–1541 (seit 1526 Bischof von Galloway)
- Adam Blackadder, 1541–1562
- Edward Maxwell, 1562–1599
- John Murray, erster Earl of Annandale, 1599–1606